# Хевоскосское водохранилище
Хевоскосское водохранилище (норв. Hestefossdammen) — водохранилище на границе Норвегии и России на реке Паз. Образовано плотиной Хевоскосской ГЭС (Россия). Административно входит в Мурманскую область России и коммуну Сёр-Варангер Норвегии. Площадь 9,49 км², из них 3,04 в России. Расположено на высоте 70,3 м над уровнем моря. Заполнено к 1970 году, при создании водохранилища было затоплено 6 га сельхозугодий и перенесено 2 строения.
Относится к бассейну Баренцева моря, связывается с ним рекой Паз. Питание озера в основном снеговое и дождевое. Рельеф берега в основном равнинный, болотистый; в южной части высота берега достигает 37 м от уровня озера (гора Тангефъель). На водохранилище несколько островов и множество подводных камней (в южной его части). Водохранилище по реке Паз вверх соединяется с озером Гренсеватн, а по реке вниз с озером Хеюхенъярви.
На водохранилище отсутствуют населённые пункты, в южной части находится урочище Тангефоссен. Вдоль восточного берега водохранилища и по дамбе, проложенной по водохранилищу проходит автомобильная дорога 47К-089.